# Juan López de Hoyos
Juan López de Hoyos y Santiago (Madrid, 1511-ibídem, 1583) fue un escritor y humanista español.

## Biografía
Su padre fue el herrero de Madrid Alonso López de Hoyos, y su madre Juana de Santiago, fallecida en 1592. 
Sucedió a Alejo Venegas de Busto como catedrático del Estudio de la Villa de Madrid desde el 29 de enero de 1568. En 1580 fue nombrado párroco de la iglesia de San Andrés en la misma ciudad; también fue cronista de Madrid. 

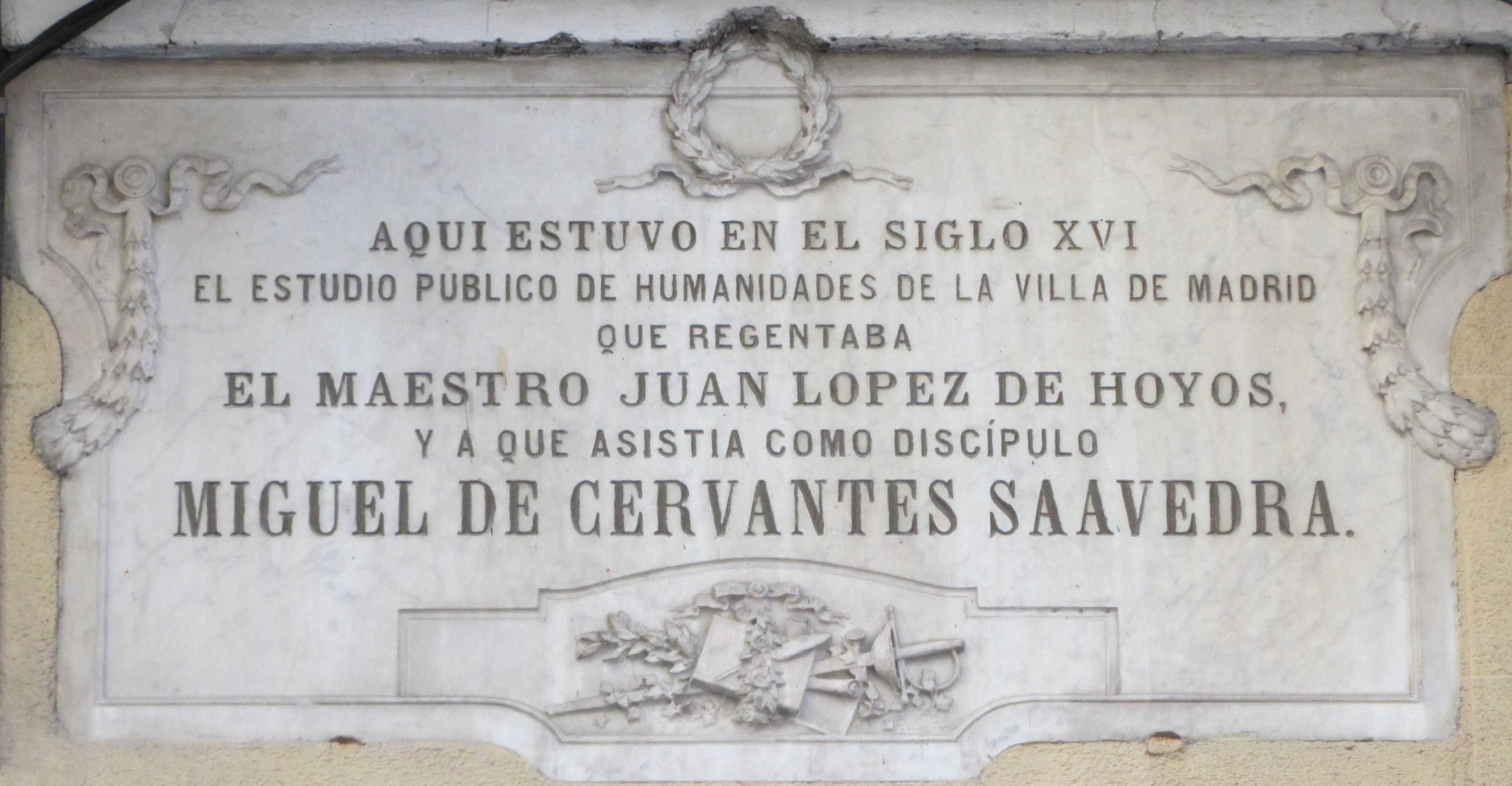
Lápida conmemorativa de los estudios de Miguel de Cervantes en la calle de la Villa (Madrid).

Es recordado como el orgulloso maestro de Miguel de Cervantes Saavedra, a quien calificó de  nuestro caro y amado discípulo en su Historia y relación verdadera de la enfermedad, felicísimo tránsito y suntuosas exequias de la Serenísima Reina de España Doña Isabel de Valois, nuestra señora... (Madrid: Pierres Cosin, 1569); lo anunció cuando el futuro escritor todavía no había dado pruebas de su talento. 
El Ayuntamiento de Madrid había designado a López de Hoyos para componer los epitafios, alegorías, jeroglíficos e historias que habían de colocarse en la iglesia de las Descalzas Reales para celebrar las exequias que hizo la Villa el 24 de octubre de 1568 por Isabel de Valois, que había fallecido el día 3 del mismo mes, y Cervantes incluyó en la relación de los honores compuesta por su maestro cuatro poemas. 
El escrito satisfizo tanto, que su autor fue muy solicitado después para escribir relaciones de sucesos, como la Relación de la muerte y honras fúnebres del SS. Príncipe D. Carlos, hijo de la Mag. del Cathólico Rey D. Philippe el segundo nuestro señor (1568) y Real apparato, y sumptuoso recebimiento con que Madrid ... rescibio a la Sereníssima reyna D Ana de Austria (1572). También fue profesor de otro notable escritor, Luis Gálvez de Montalvo, condiscípulo de Cervantes.
Se conserva actualmente el testamento de López de Hoyos, que fue editado por Ángel González Palencia, documentos de su familia en la Parroquia de San Justo, publicados por Mercedes Agulló, y otros relacionados con sus actividades como censor de libros y su carta preliminar a la Lyra heroica del médico y poeta Francisco Núñez de Oria (1581), un largo poema latino en hexámetros sobre las hazañas de Bernardo del Carpio. López de Hoyos escribió también una Declaración de las armas de Madrid y algunas antigüedades y fue un entusiasta seguidor de Erasmo de Róterdam, cuyo espíritu insufló a su más amado discípulo.

## Obras
- Relación de la muerte y honras fúnebres del SS. Príncipe D. Carlos, hijo de la Mag. del Cathólico Rey D. Philippe el segundo nuestro señor (1568).
- Historia y relación verdadera de la enfermedad, felicísimo tránsito y suntuosas exequias de la Serenísima Reina de España Doña Isabel de Valois, nuestra señora... (Madrid: Pierres Cosin, 1569).
- Real apparato, y sumptuoso recebimiento con que Madrid... rescibio a la Sereníssima reyna D Ana de Austria (1572).
- Declaración de las armas de Madrid y algunas antigüedades.
- Carta al Ayuntamiento desta Villa de Madrid